# Ново, Сальвадор
Сальвадо́р Но́во Лопес (исп. Salvador Novo López; 30 июня 1904, Мехико — 13 января 1974, Мехико) — мексиканский поэт и прозаик, журналист, историк, видный участник группы «Современники».

## Биография

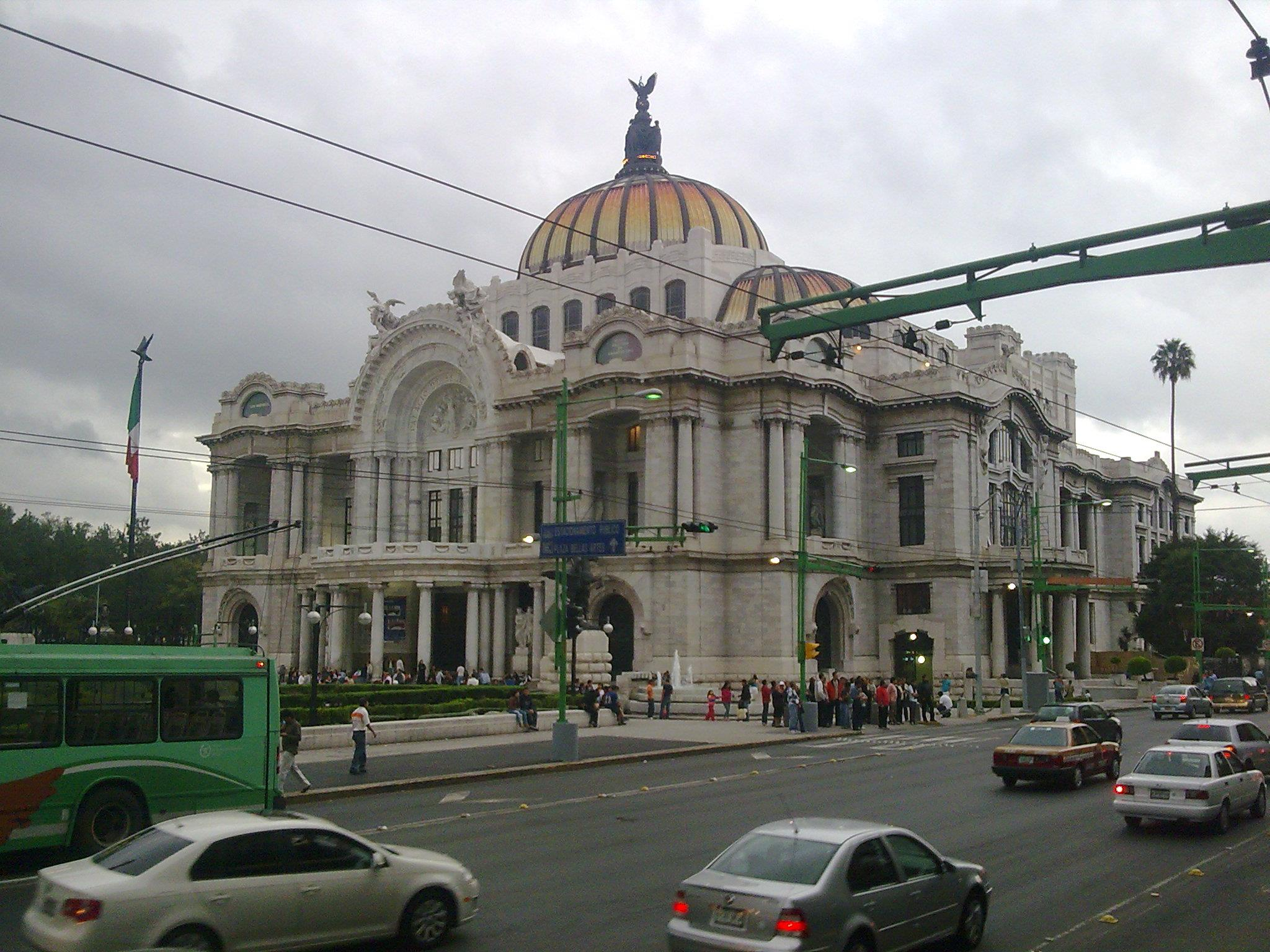
Национальный институт изящных искусств в Мехико

Учился на адвоката в Национальном автономном университете, но курса не окончил. Не скрывал гомосексуальных склонностей, бросая вызов тогдашнему обществу и добиваясь при этом общественного признания. Вместе с Хавьером Вильяуррутией основал экспериментальный театр «Улисс» (1927) и журнал «Современники» (1928). Не чурался административной деятельности: возглавлял департамент связей с общественностью в Министерстве иностранных дел, издательский отдел в Министерстве образования. На протяжении многих лет вел хронику культурной жизни столицы, занимался историей Мехико. В 1947 вместе с Карлосом Чавесом создал важнейшую культурную институцию страны — Национальный институт изящных искусств, до 1952 года возглавлял в нем театральный отдел, работал как драматург. Автор 11 стихотворных книг, составитель многочисленных антологий. Отличался чрезвычайной активностью, но в 1969 году перенес два инфаркта, перешёл на домашний образ жизни, впрочем, не прекратив напряжённой работы. Оставил богатейший архив.

## Произведения
- 1925 — Двадцать стихотворений / XX Poemas
- 1928 — Return Ticket (роман, переизд. 2002, 2004)
- 1933 — Nuevo amor
- 1933 — Espejo
- 1934 — Seamen Rhymes
- 1934 — Romance de Angelillo y Adela
- 1934 — Poemas proletarios
- 1934 — Never ever
- 1937 — Un poema
- 1938 — En defensa de lo usado y otros ensayos (эссе)
- 1938 — Избранные стихи / Poesías escogidas
- 1944 — Nuestra Tierra
- 1945 — Florido laude
- 1945 — Соляное изваяние / La estatua de sal (автобиография, опубл. 1998, переизд. 2008)
- 1947 — Новое величие Мексики / Nueva grandeza mexicana: ensayo sobre la Ciudad de México y sus alrededores (историческое эссе; заглавие — отсылка к поэме Бернардо де Вальбуэны Величие Мексики, опубл. 1604)
- 1948 — Учёная дама / La culta dama (пьеса, экранизирована в 1957, )
  - Дон Кихот (инсценировка романа)
- 1952 — Птицы в испанской поэзии / Las aves en la poesía castellana (эссе)
- 1955 — Восемнадцать сонетов / Dieciocho sonetos
- 1955 — Sátira, el libro ca…
- 1961 — Poesía
- 1962 — Краткая история Койакана/ Breve historia de Coyoacán (историческое эссе)
- 1962 — Letras vencidas
- 1963 — Война толстяков / La guerra de las gordas (пьеса)
- 1964 — Breve historia y antología sobre la fiebre amarilla
- 1965 — Crónica regiomontana
- 1967 — Мексиканская кухня, или Гастрономическая история Мехико/ Cocina mexicana; o, Historia gastronómica de la Ciudad de México
- 1967 — Образ города / Imagen de una ciudad (историческое эссе, с фотографиями)
- 1967 — Apuntes para una historia de la publicidad en la Ciudad de México (исторические эссе)
- 1968 — La ciudad de México en 1867
- 1970 — Почти что Иокаста / Yocasta o casi (пьеса)
  - A ocho columnas (пьеса)
- 1971 — Historia y leyenda de Coyoacán
- 1972 —  Las Locas, el sexo, los burdeles
- 1974 — Шесть веков Мехико / Seis siglos de la Ciudad de México (автор-составитель)
- 1974 — Los paseos de la Ciudad de México. México, Fondo de Cultura Económica

## Признание
Член Мексиканской академии языка (1952). Звание Летописца города Мехико (1965). Национальная премия по языку и литературе (1967). Именем писателя в 1968 названа улица в столице.

## Публикации на русском языке
- [Стихи] / Пер. В. С. Столбова // Поэты Мексики. М.: Художественная литература, 1975, стр. 228-235